# Perino Mod. 1908

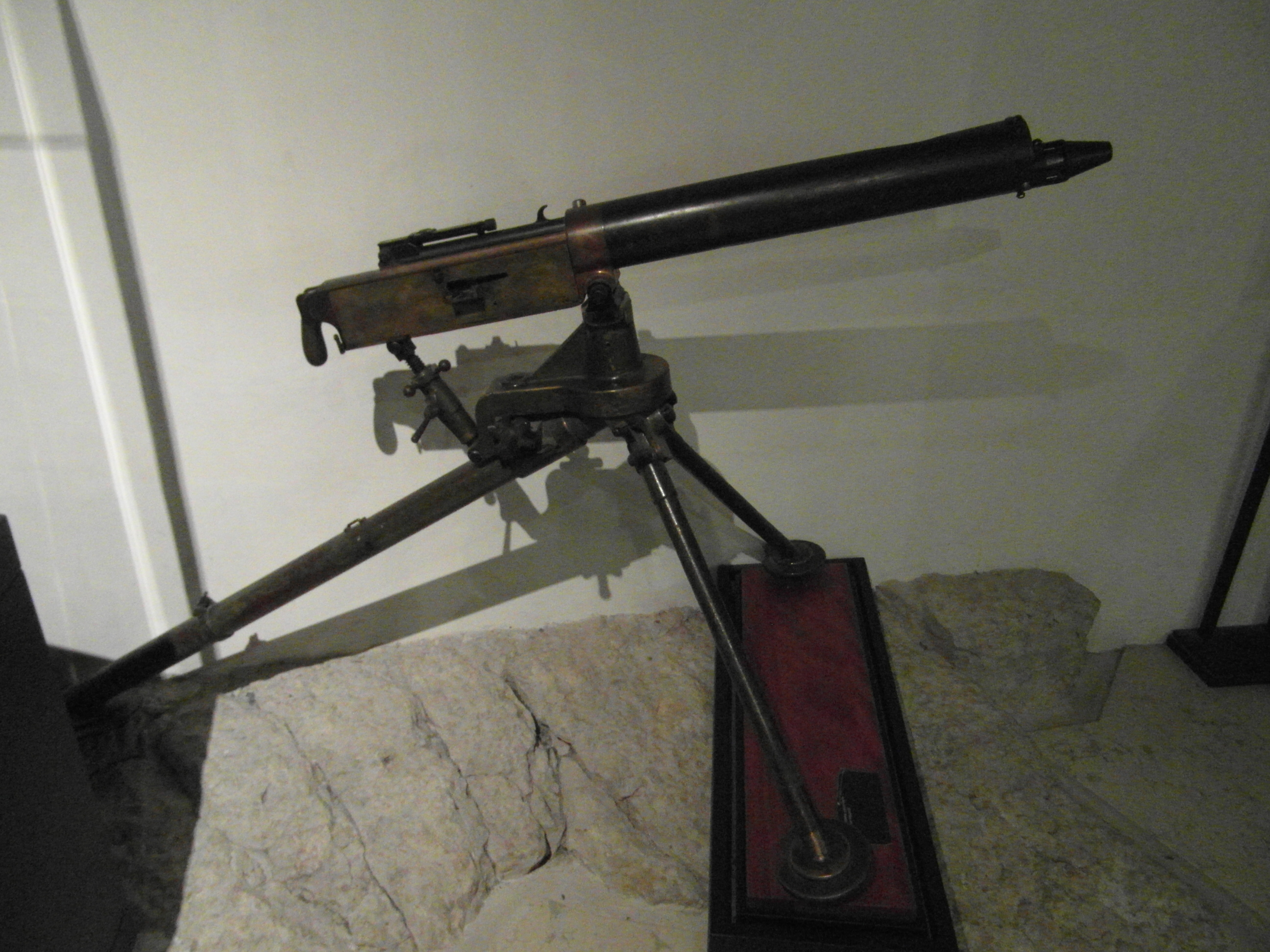

Perino Mod. 1908 — итальянский станковый пулемёт первой половины XX века.

## Описание
Разработан в 1901 году артиллерийским инженером Джузеппе Перино. Стал первым автоматическим оружием королевских итальянских войск. Выпускался довольно ограниченным числом, несмотря на более высокое качество по сравнению с прочими пулемётами производства Италии. В 1910 году подвергся модернизации, вес был снижен с 27 кг до 17. Стоял на вооружении Савойи параллельно с пулемётом Ма́ксима.
Боепитание осуществляется с помощью жёсткой ленты на 20 патронов, слева на право. На левой стороне установлен бункер с пятью лентами, который позволял вести длительный огонь. Новые ленты вручную вставлялись расчётом в бункер сверху, что позволяло стрелять непрерывно. Патроны устройства должны быть предварительно смазаны, чтобы избежать заедания. При этом стрелянные гильзы вставлялись обратно в ленту которая выпадала из механизма в мешок установленный справа. Это считается серьёзным недостатком конструкции, поскольку расчёт должен был вручную извлекать гильзы из лент для перезарядки. Пулемёт Перино охлаждался водой, циркулирующей внутри цилиндра благодаря возвратно-поступательным движениям ствола.